# John Morris (historien)
Pour les articles homonymes, voir John Morris et Morris.
John Robert Morris (né le 8 juin 1913 – 1er juin 1977 à Londres) est un historien britannique spécialisé dans l’histoire ancienne.

## Biographie
Marxiste et pacifiste militant, il se présente sans succès aux élections législatives de 1935 sous la bannière du Labour Party.
Il enseigna au University College de Londres de 1948 à sa mort, partageant sa carrière entre l’étude des institutions du Bas Empire et l’histoire de la Bretagne romaine. Son chef-d’œuvre (inédit en français) est The Age of Arthur (1973), une reconstitution de l’histoire des îles Britanniques sur la période 350-650, à l’époque des Grandes invasions, inspirée de travaux d’archives et des données archéologiques.

## The Age of Arthur
L' Age d'Arthur (1973) est la première tentative d'un historien professionnel de décrire la Grande-Bretagne entre 350 et 650, à l'époque où le roi Arthur (que Morris considère comme un personnage historique authentique et dont il fait « un empereur de Bretagne à la manière romaine ») aurait vécu. Le livre ne concerne pas exclusivement Arthur, mais aussi l'histoire de la Grande-Bretagne celtique à cette époque. Le livre comprend également des chapitres détaillés sur la Bretagne Armorique, au motif que sa population celtique, issue des migrations en provenance de Grande-Bretagne, montrait que la « petite Bretagne » était tout autant héritière de la Britannia romaine que ne l'étaient l'Angleterre, le pays de Galles, l'Irlande et l'Écosse.
Bien que populaire auprès du public, le livre fut vivement critiqué par les historiens professionnels, et cela porta atteinte à la réputation de Morris aux yeux de nombre de ses pairs. David Dumville a lancé une attaque cinglante sur la méthodologie de Morris; DP Kirby et JE Caerwyn Williams, ont décrit le livre comme « un document érudit impressionnant », mais ils soutiennent que cette étude « s'effrite, après examen, dans un tissu enchevêtré de faits et de fantasmes, à la fois trompeurs et erronés ». D'autres critiques, tels que James Campbell, étaient plus généreux, mais considéraient que l'Âge d'Arthur était tellement rempli de problèmes qu'il n'était vraiment utile qu'aux historiens professionnels qui pourraient départir les idées intéressantes des envolées fantastiques.